# Sistema di sollevamento in quota di apparecchiature

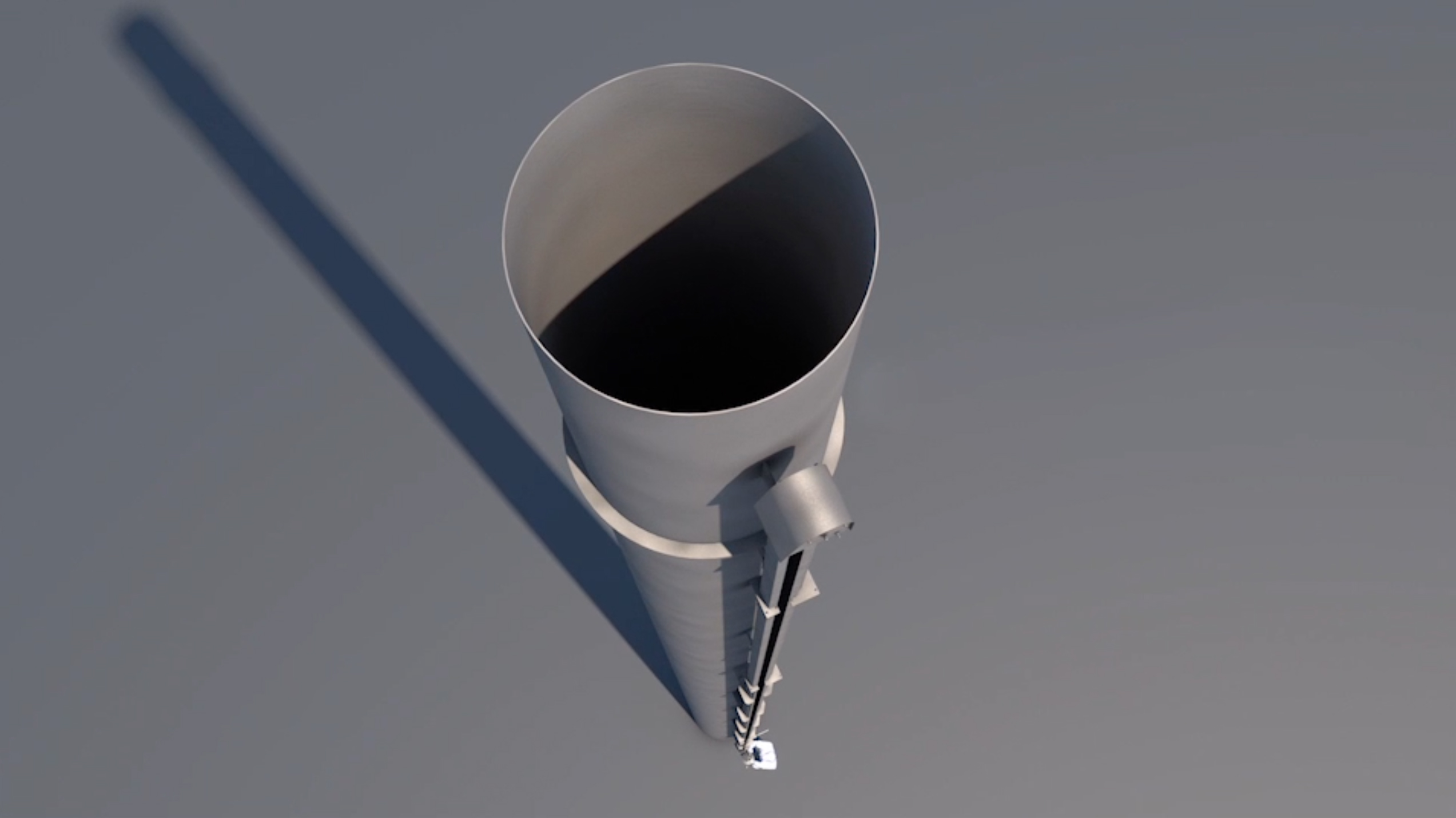
Sistema di sollevamento in quota di apparecchiature

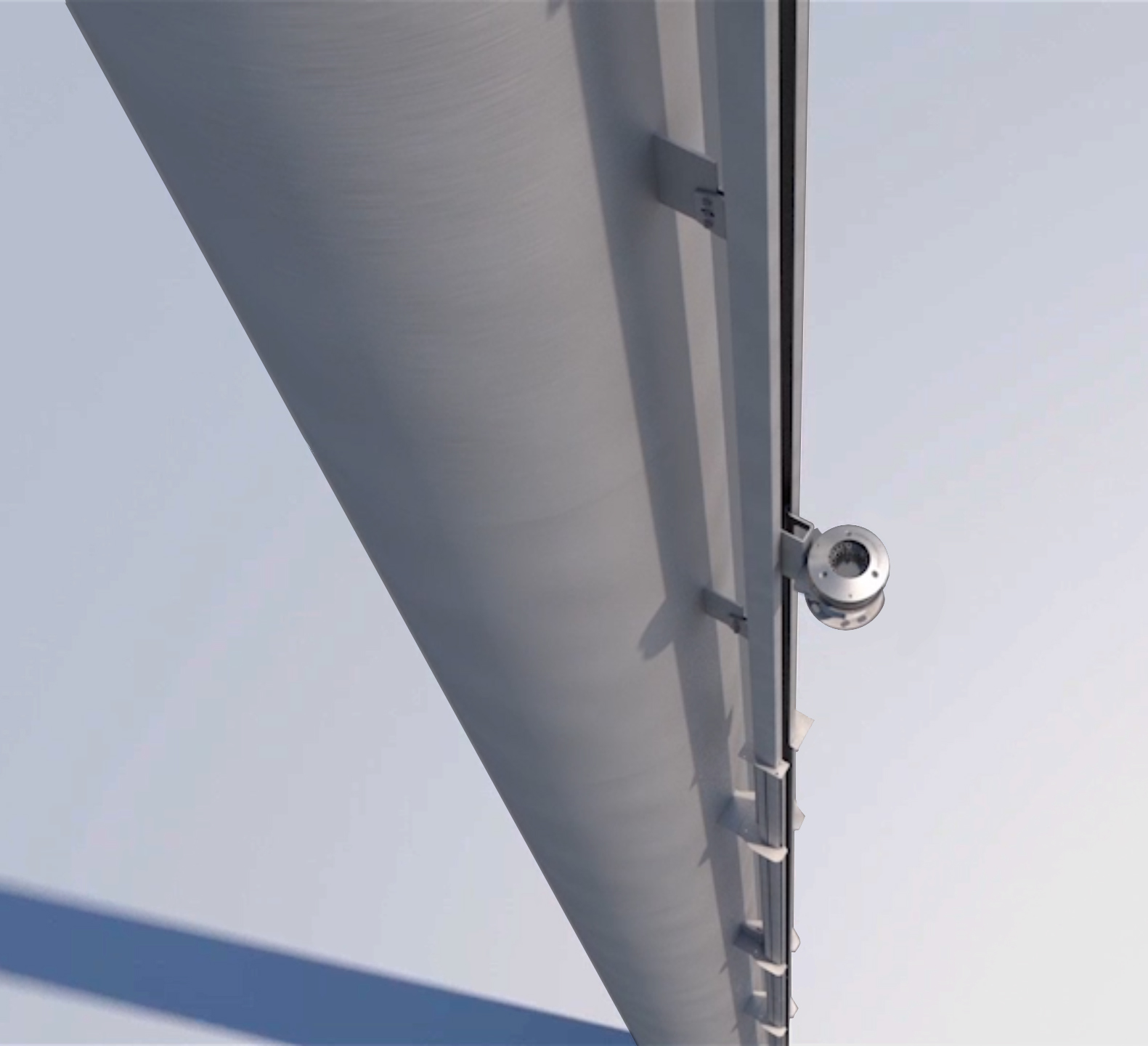
Altra visuale

I sistemi di sollevamento in quota di apparecchiature sono macchine studiate per consentire l'installazione e la manutenzione di dispositivi di vario tipo su strutture particolarmente elevate, difficilmente raggiungibili senza speciali precauzioni di sicurezza, o impossibili da raggiungere durante il normale funzionamento dell'impianto.
Questo tipo di sistemi, solitamente realizzati in profili di alluminio o acciaio - in funzione di particolari esigenze tecnico/climatiche - sono in grado di trasportare ad altezze, anche superiori ai 250 mt, con particolari accorgimenti, diverse tipologie di dispositivi:  
- segnalatori di ostacolo al volo
- apparati per la misurazione dei fumi
- proiettori luminosi
- antenne radio e wi-fi
- telecamere
- radar

Ma l'applicazione più diffusa è per i segnalatori di ostacolo al volo sulle fiaccole delle raffinerie nel settore petrolchimico.
Un sistema di sollevamento in quota di apparecchiature è composto da:
- una puleggia montata in prossimità del punto alto ove portare il dispositivo
- una serie di binari atti a far scorrere uno o più carrelli porta dispositivo
- un argano a fune per il sollevamento del carrello porta dispositivo

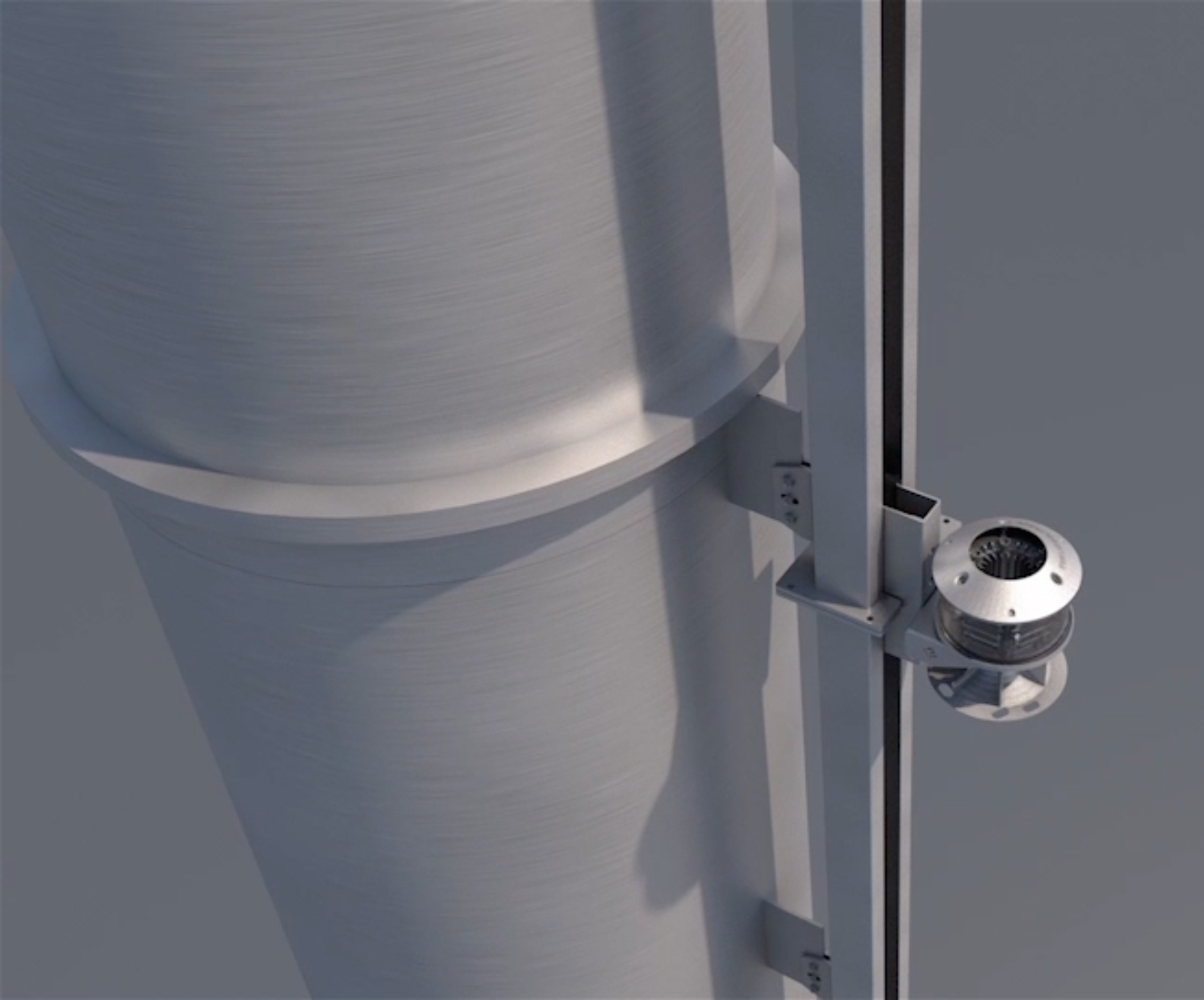
Sistema di sollevamento in quota di apparecchiature utilizzato per segnalatori di ostacolo al volo

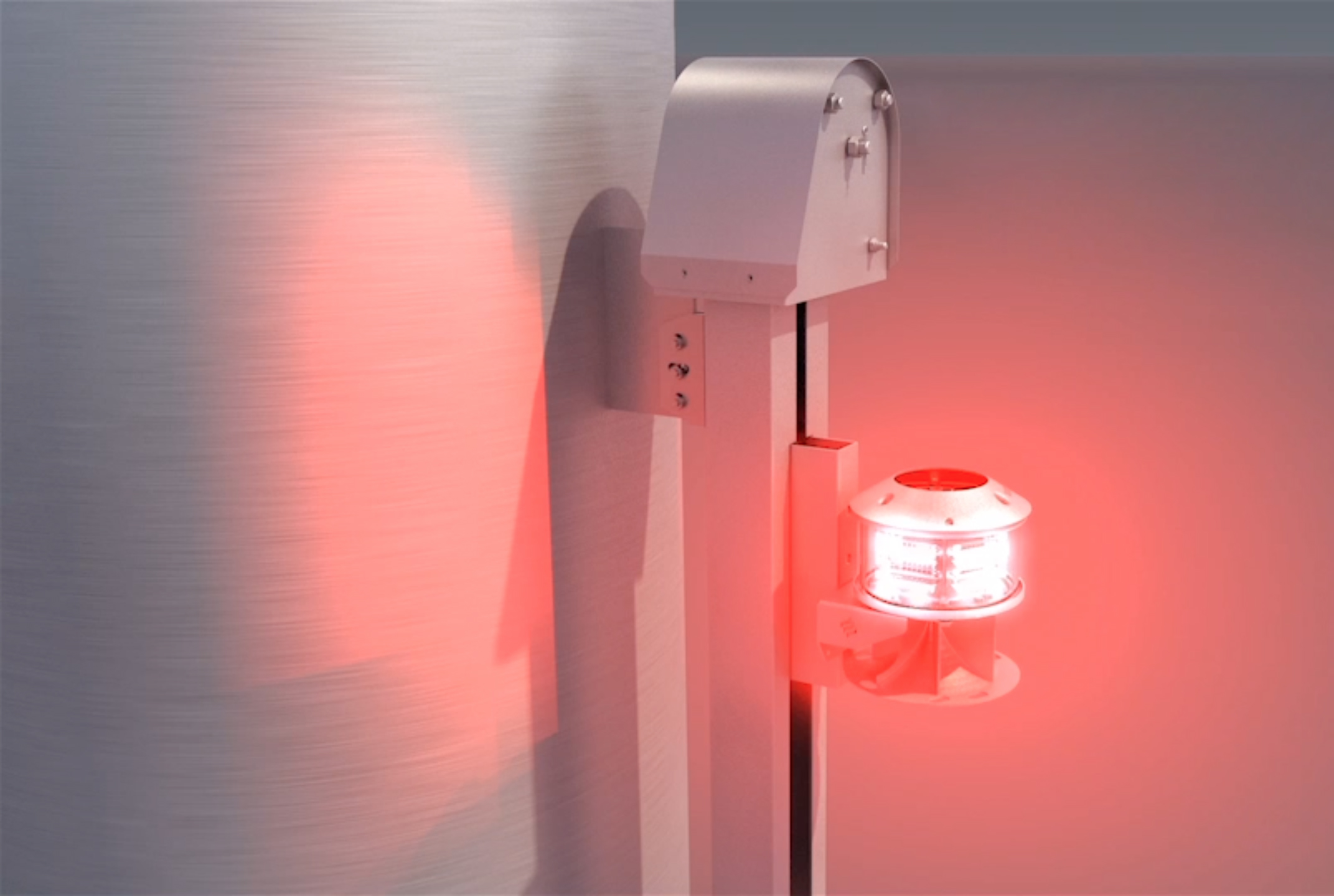
Particolare

## Funzionamento
Uno o più carrelli, su cui sono montati i dispositivi, vengono movimentati grazie ad una puleggia ed un argano a fune che può essere attivato manualmente o con l'aiuto di un motore elettrico o pneumatico. La puleggia e l'argano sono allineati e collegati fra loro per mezzo di binari, ognuno dei quali lungo circa 6 metri, dotati di punti di fissaggio alla struttura; essi permettono lo scorrimento al loro interno dei carrelli mobili porta dispositivi.
Ogni modulo è fissato ed allineato al successivo da una guida che consente l'assorbimento della dilatazione della struttura a cui è collegato. La struttura e il cavo sono estremamente resistenti: il peso del materiale che può essere spostato è notevole (circa 300 kg). Il materiale da sollevare è fissato a uno o più carrelli mobili, dotati di un sistema di ruote progettato appositamente per evitare ogni possibile inceppamento lungo il percorso.
I cavi di alimentazione provengono dal basso (se provenissero dall'alto non sarebbe possibile la loro sostituzione in caso di rottura) e per evitare che sia i cavi elettrici che le funi di collegamento oscillino anche al di fuori del binario, e divenire così sorgente di rumore (a causa del vento), sono presenti dei carrelli guida posizionati a livelli intermedi; questi ultimi possono a loro volta trasportare altri dispositivi.
All'interno dei binari vi sono gli alloggiamenti per le funi di collegamento fra puleggia e argano, evitando così ogni possibile interferenza con i cavi elettrici. Non appena il carrello superiore raggiunge la sommità della struttura, un gancio meccanico interviene tenendo in sospensione dall'alto tutti i carrelli con i loro dispositivi, cavi elettrici e funi di collegamento.
I dispositivi, in caso di manutenzione e/o riparazione, possono essere portati a terra in sicurezza, attivando l'apposito comando situato alla base della struttura, che libera il carrello superiore dal blocco metallico.